# Kádinka

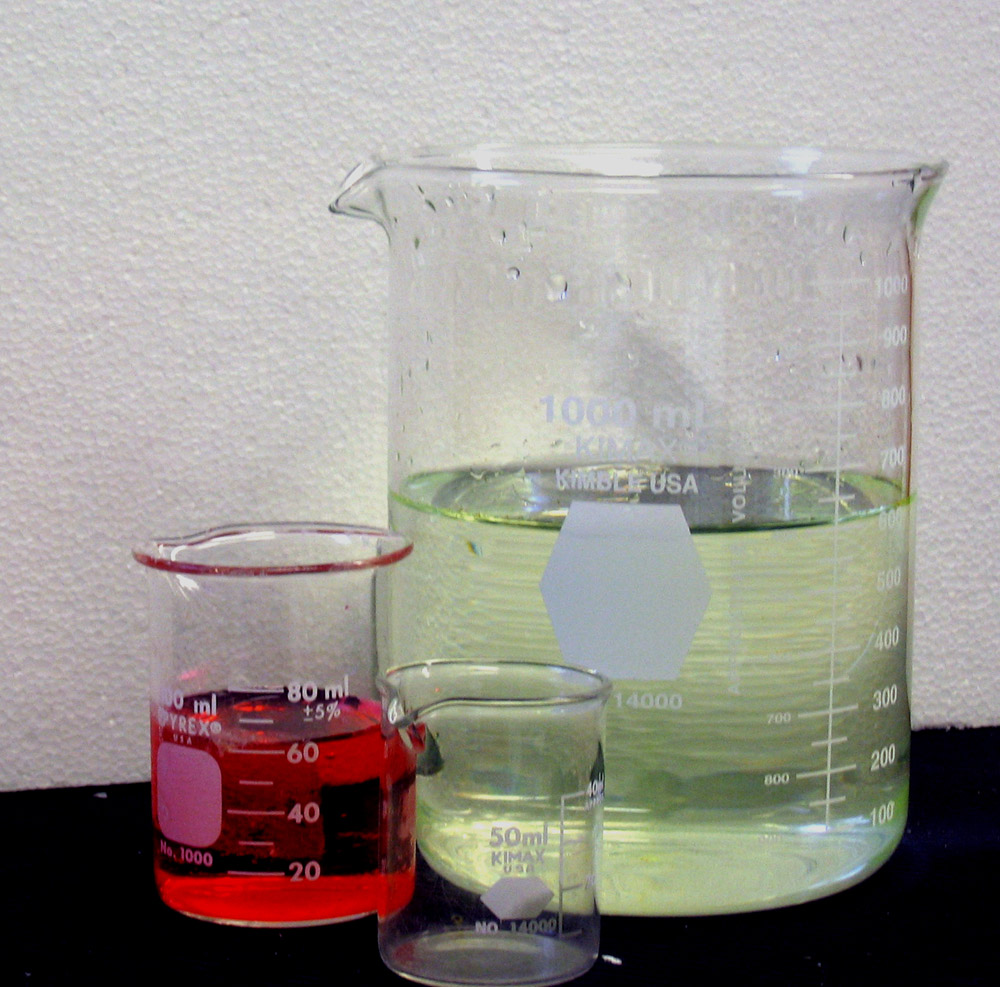
Kádinky různé velikosti

Kádinka je válcová skleněná nádobka, užívaná v laboratořích k uchovávání, míchání, ohřívání a odměřování kapalin a roztoků. Patří k nejběžnějšímu laboratornímu zařízení.

## Popis
Válcová nádobka z tenkého chemického skla o obsahu od několika mililitrů až do několika litrů. Obvykle má nahoře rozšířený okraj a hubičku a často je opatřena i stupnicí k odměřování obsahu. Kádinky se vyrábějí v různých tvarech. Poměr průměru k výšce je u nízkých kádinek asi 1:1,5, u vysokých kádinek asi 1:2. Vyrábějí se také ploché či krystalizační kádinky atd.